# Ахалсопели (Тетрицкаройский муниципалитет)
Ахалсопели (груз. ახალსოფელი) — село в Грузии, на территории Тетрицкаройского муниципалитета края (мхаре) Квемо-Картли.

## География
Село находится в юго-восточной части Грузии, на правом берегу реки Бзисцкали, на расстоянии приблизительно 14 километров (по прямой) к северо-западу от города Тетри-Цкаро, административного центра муниципалитета. Абсолютная высота — 1260 метров над уровнем моря.

## Население
По результатам официальной переписи населения 2014 года в Ахалсопели проживало 118 человек (56 мужчин и 62 женщины). В национальной структуре населения грузины составляли 100 %.
| Год  | Население, человек |
| ---- | ------------------ |
| 2002 | 313                |
| 2014 | ↘ 118              |